# PPD-40冲锋枪
PPD（英語：Pistolet-Pulemyot Degtyaryova，意為：捷格加廖夫手提式機槍）是一款由苏联在1934年的制造的7.62毫米口徑冲锋枪。該衝鋒槍先由初期型的PPD-34改進成為中期型的PPD-34/38和後期型的PPD-40，使用木製槍托，開放式槍栓，使用者可以選擇射擊模式，發射7.62×25毫米托卡列夫手枪子彈。

## 歷史

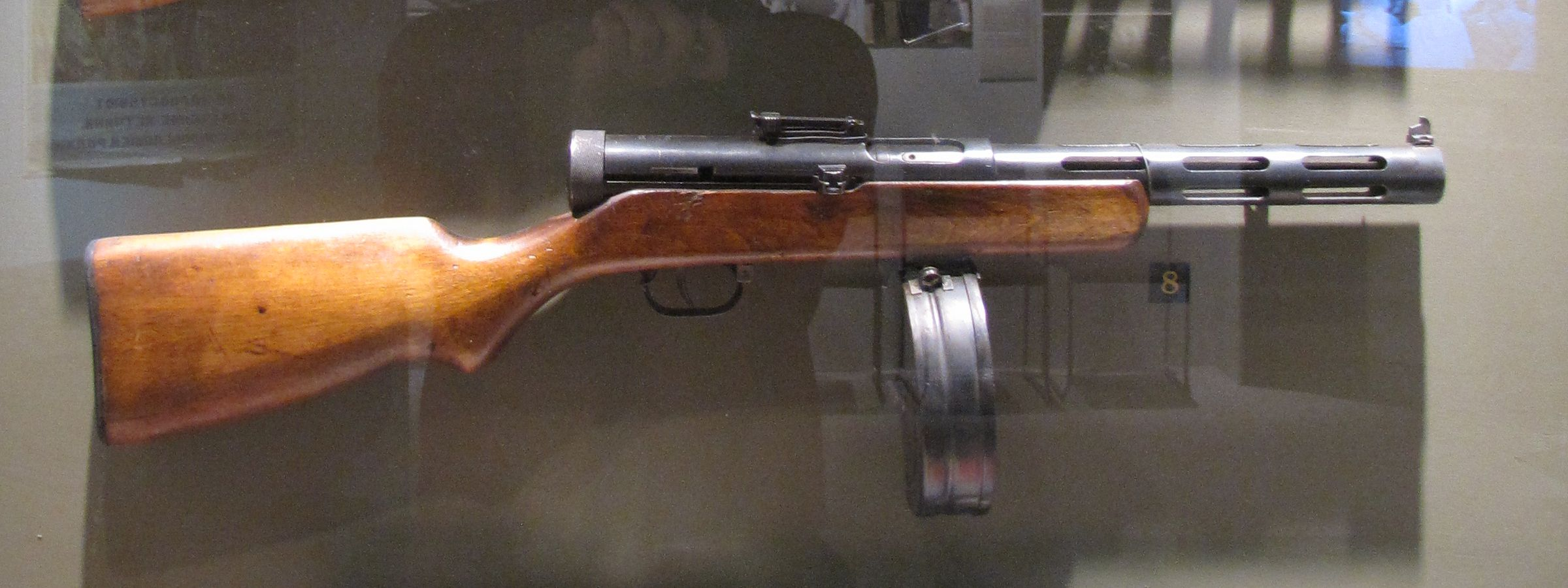
PPD-34/38

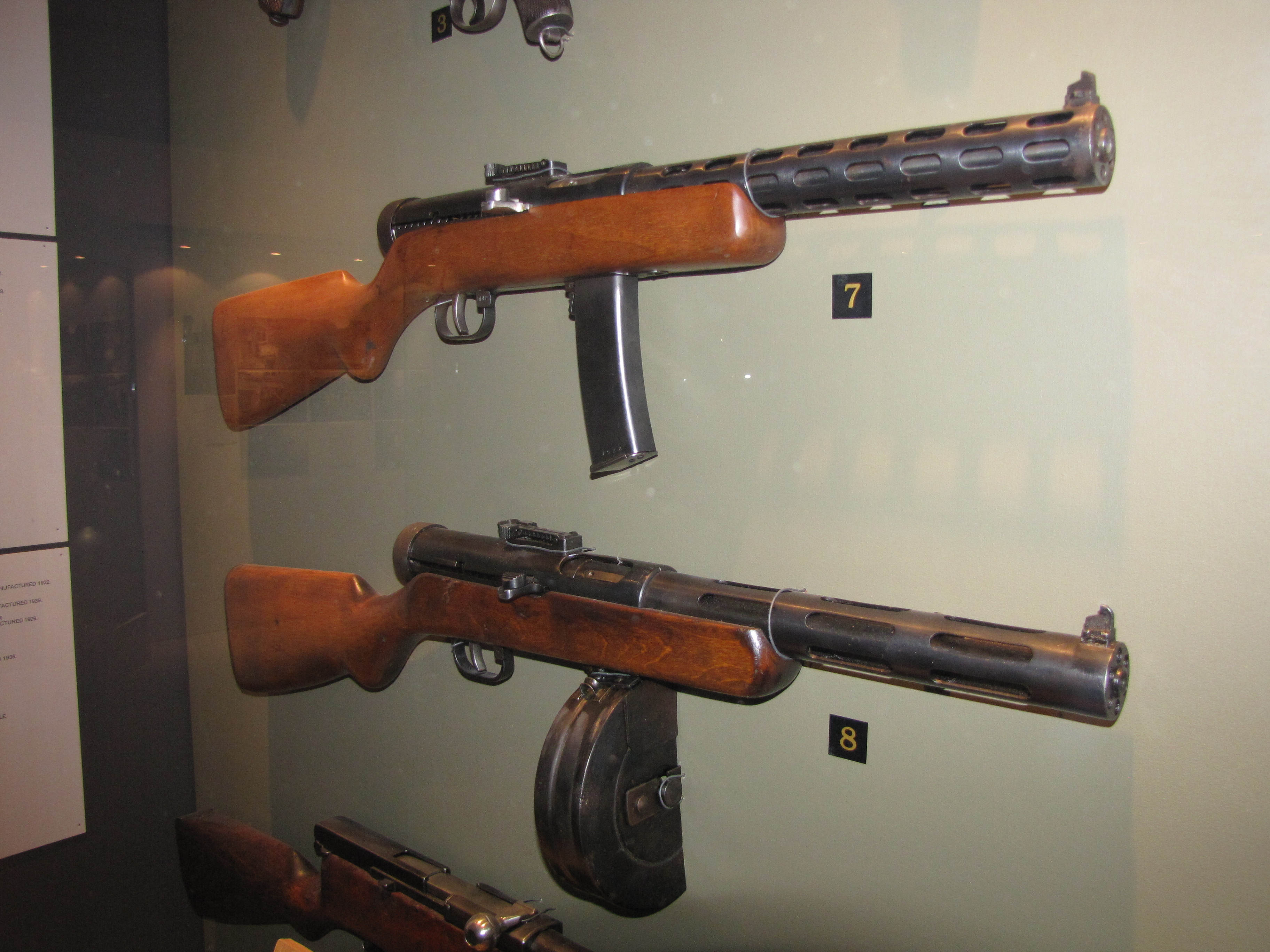
上：裝上25 發可拆卸式彈匣的PPD-34
下：裝上71 發可拆卸式彈鼓的PPD-34/38

這冲锋枪是由苏联的設計師瓦西里·捷格加廖夫，仿製德国的MP18“伯格曼”和MP28“伯格曼”冲锋枪。PPD所使用的7.62×25毫米托卡列夫手枪子彈則是參考毛瑟C96手枪發射的7.63×25毫米毛瑟彈。PPD可使用較為靈活的25發可拆卸式彈匣或容量較大的71發可拆卸式大型彈鼓供彈，該彈鼓仿製自芬兰的M1931索密衝鋒槍。
1935年，PPD成為了第一枝於苏联红军之中服役的冲锋枪，並且命名為PPD-34，雖然此時還不是大量生產型。生產問題並沒有得到解決，直到1937年；在1934年只生產了44枝，1935年更只生產了23枝；在1937年生產量才提高至1,291枝，隨後在1938年和1939年分別是1,115枝和1,700枝。當時PPD被包括內務人民委員部（NKVD）的內部部隊以及邊防警衛的單位等採用。一個鮮為人知的事實是，1939年，PPD已經完全退役，隨後的工廠訂單亦因国防工业人民委员部的指令而被迫取消；雖然由於瓦西里·捷格加廖夫與斯大林有著良好的個人關係，並在兩人的親自干預以後，而令這個決定迅速扭轉。1939年，蘇芬冬季战争期間，由於嚴重缺乏個人自動武器，甚至導致庫存中的费德洛夫M1916自动步枪重新投入服役。
在1938年至1940年之間，PPD透過進一步修改後被命名為PPD-34/38和PPD-40，並引入了細微的變化，主要目的是使其更易於生產。大規模生產於1940年開始，該年生產了81,118枝。然而，大量生產PPD-40的勞動力和資源成本在經濟而言卻過於昂貴，大部份的金屬部件是以金属銑削的方式製造製造。由於PPD-40過於複雜和生產成本高昂，儘管於第二次世界大战初期曾經使用，但最終於1941年，它被更為優秀和便宜的PPSh-41所取代。PPSh-41在蘇聯自動武器製造歷史上最偉大的創新轉化為大規模引進的衝壓式金屬部件，特別是機匣；PPSh-41還具有槍口上揚補償器，使得其精度比PPD顯著提高。1941年，PPD只生產了5,868枝，相比以下PPSh-41卻生產了98,644枝，而在次年更生產了約1,500,000枝。
被芬蘭軍隊所繳獲的PPD亦在冬季战争和第二次世界大战（继续战争）中被沿海部隊、國防民警衛隊和預備役所使用，並且納入庫存直到約1960年。而被德意志國防軍繳獲的PPD-34/38和PPD-40衝鋒槍則分別命名為MP.715（r）和MP.716（r）。
許多類似PPD的衝鋒槍也是由成千上萬的蘇聯游擊隊隊員當中的槍砲技工以半手工的方式所製造。這些槍支，即使延至1944年仍在生產，仍然使用銑削工藝製造，因為金屬衝壓需要在游擊隊所不可用的大型工業設施才能使用。沒有一個確切的數字能表示大約生產了多少枝，但至少存在著六支游擊隊的槍械技工各自生產其型號系列。其中之一是已知的已經在大約兩年之間產生了28枝這樣的衝鋒槍。

## 使用國

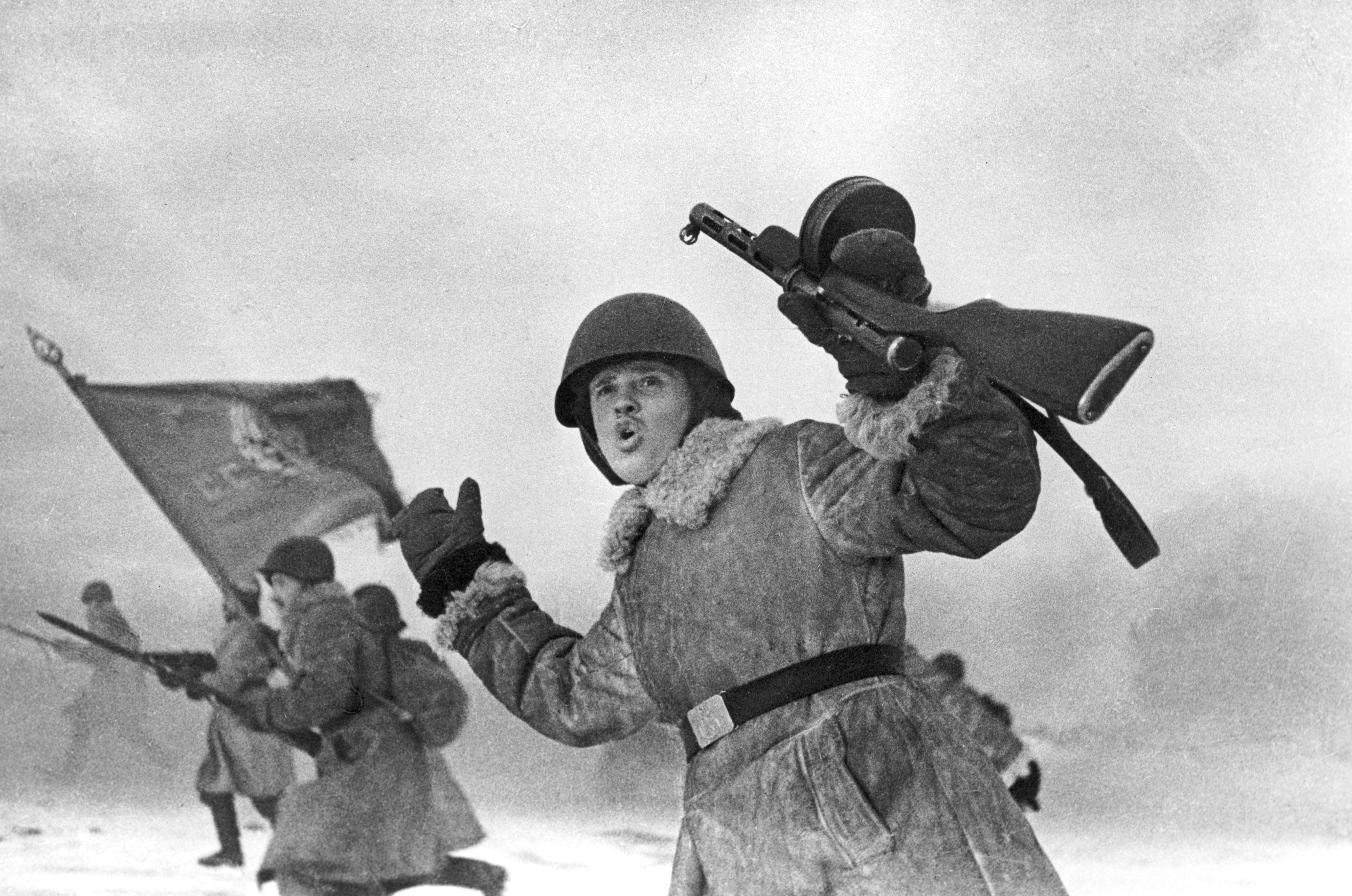
在蘇聯電影中出現的蘇軍士兵手持PPD-40

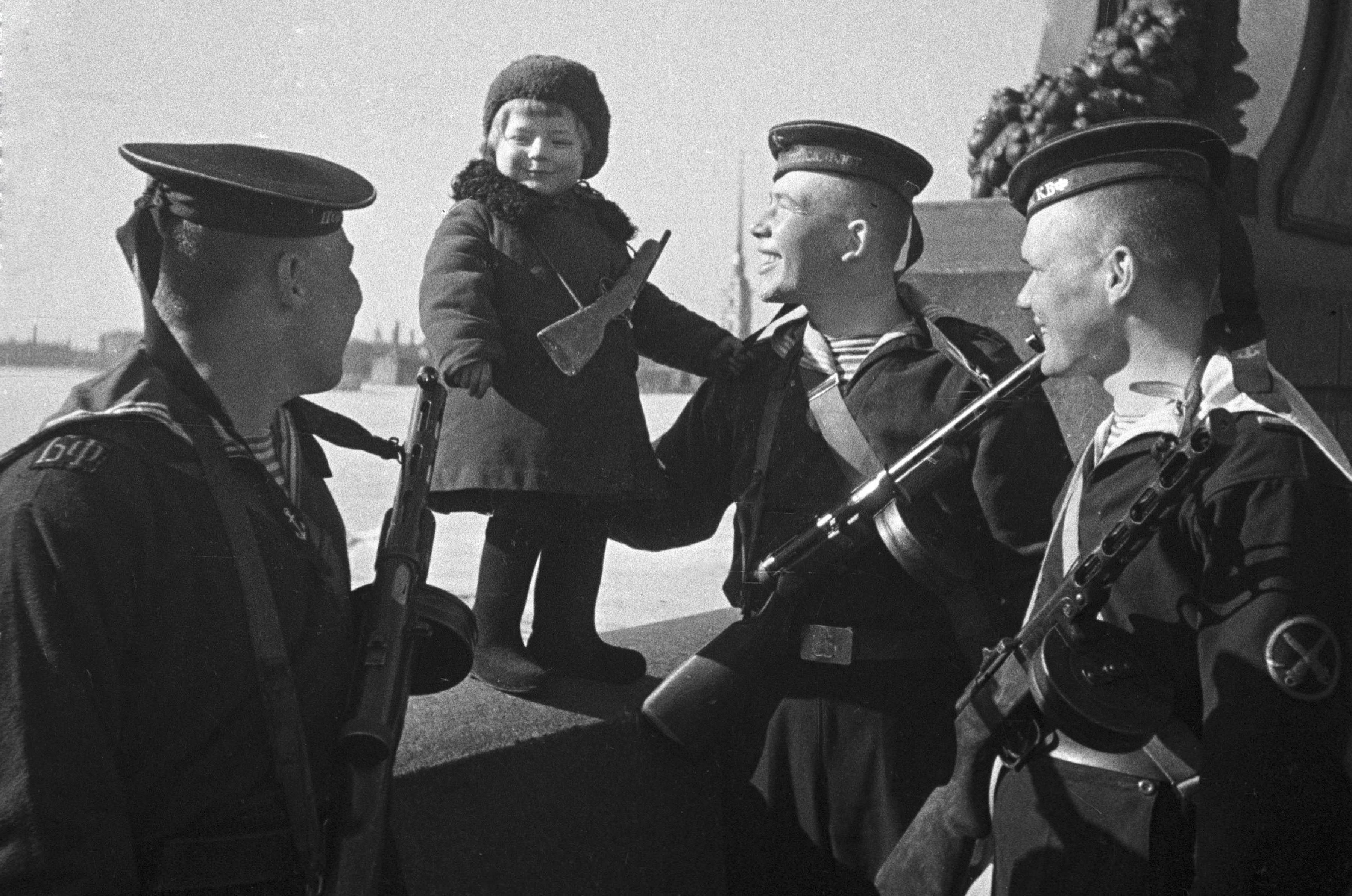
波羅的海艦隊的水手與PPD-40（左、中）及PPSh-41（右）

- 阿尔巴尼亚[10]
- 芬兰[11][12]
  - 芬蘭國防軍（繳獲自蘇軍）
- 德意志國
  - 德意志國防軍（繳獲自蘇軍）
- [12]
  - 朝鮮人民軍
- 中華民國：抗日战争时由苏联援助3,000枝。[來源請求]
  - 國民革命軍
- 苏联
  - 苏联红军
  - 蘇聯海軍
  - 蘇聯游擊隊[13]

### 非國家組織
- 虎克军（二戰和虎克军叛亂期間使用）
- 西班牙共和軍（在西班牙內戰中使用PPD-34）

## 流行文化

### 電子遊戲
- 2021年—《應徵入伍》
- 2021年—《少女前線》

## 資料來源
1. ↑  "В декабре 1942 г. из-за сложности конструкции ППД был снят с вооружения РККА и его производство было прекращено"
КПСС и строительство советских вооруженных сил. (Коллектив авторов). 2е изд. М., Воениздат, 1967; стр.277
2. ↑  . World.guns.ru.   [2012-10-24]. （原始内容存档于2016-09-21）.
3. ↑  Chris Bishop. . Sterling Publishing Company, Inc. 2002: 260  [2013-07-19]. ISBN 978-1-58663-762-0. （原始内容存档于2014-06-27）.
4. ↑  , RU,   [August 25, 2008], （原始内容存档于2007-03-11） （俄语）
5. 1 2 3 4  （俄文）－Болотин, Давид. . Полигон. 1995: 105–112. ISBN 5-85503-072-5.；1936年的數字並沒有報告
6. 1 2  , , RU: Guns,   [2009-02-26], （原始内容存档于2008-04-08）
7. ↑  Mikhail Kalashnikov. . Polity. 2006: 40  [2014-05-07]. ISBN 978-0-7456-3692-4. （原始内容存档于2014-01-05）.
8. ↑  Monetchikov, Sergei.  [The History of Russian Assault Rifle]. St. Petersburg: Military Historical Museum of Artillery, Engineers and Signal Corps. 2005: 18–19. ISBN 5-98655-006-4 （俄语）.
9. ↑  Сергей Плотников, "Партизанские Самоделки", Оружие 2000/4, pp. 46-51
10. ↑  Jones, Richard D.; Ness, Leland S (编).  35th. Coulsdon: Jane's Information Group. January 27, 2009. ISBN 978-0-7106-2869-5.
11. ↑  , , Jaegerplatoon,   [2011-04-26], （原始内容存档于2011-04-19）
12. 1 2  McNab, Chris.  2nd. Kent: Grange Books. 2002. ISBN 1-84013-476-3.
13. ↑  , , RU: Guns, 2011-01-24  [2011-04-26], （原始内容存档于2016-09-21）

## 外部連結
- （英文）—Basic notes on PPD-34 and PPD-40 - in Russian language
- （英文）—ППД-1934 - PPD-34, PPD-38 and PPD-40 - in Russian language
- （英文）—Finnish Army Submachine Guns（页面存档备份，存于）
- （英文）—Modern Firearms—Degtyarov PPD-34, PPD-34/38 and PPD-40 submachine gun（页面存档备份，存于）
- （英文）—Military, Security and Civilian Guns and EquipmentPPD SMG（页面存档备份，存于）
- （俄文）—Энциклопедия Вооружений－
  - ППД - 34 (Пистолет - пулемет Дягтярева образца 1934 года)（页面存档备份，存于）
  - ППД - 40 (Пистолет - пулемет Дягтярева образца 1940 года)（页面存档备份，存于）